# Kati Klinzing
Kati Klinzing (* 9. November 1982 in Schmalkalden) ist eine ehemalige deutsche Skeletonpilotin.
Kati Klinzing vom BSR Rennsteig Oberhof war zunächst Rennrodlerin, bevor sie zum Skeleton wechselte. Ihr internationales Debüt gab sie im November 2001 bei einem Rennen im Skeleton-Europacup, in dem sie in Winterberg Vierte wurde. Ein Jahr später erreichte sie an selber Stelle und im selben Wettbewerb als Dritte erstmals einen Podiumsplatz. 2003 wurde Klinzing Deutsche Juniorenmeisterin. Ihre beiden folgenden Europacuprennen im Januar 2003 in Altenberg und Königssee beendete sie als Zweitplatzierte hinter Julia Eichhorn. Am Ende der Saison war das auch die Reihenfolge in der Gesamtwertung. Ein Jahr später beendete sie die Europacupsaison als Drittplatzierte. Im November 2005 feierte Klinzing in Igls ihren ersten Sieg in einem Europacuprennen. Im Dezember desselben Jahres nahm Klinzing in Sigulda an ihrem ersten Weltcuprennen teil, bei dem sie im Finaldurchgang den 20. und damit letzten Platz belegte. 2006 gewann sie bei den Deutschen Meisterschaften die Bronzemedaille. Bei den Juniorenweltmeisterschaften in Igls wurde sie Vierte und anschließend gewann sie in Winterberg ihr zweites Europacuprennen. Auch für den Skeleton-Weltcup 2006/07 wurde Klinzing nominiert, musste jedoch nach enttäuschenden Ergebnissen in den ersten beiden Rennen gemeinsam mit Julia Eichhorn und Sebastian Haupt vorzeitig die Heimreise antreten. In der Folge beendete Kati Kinzling ihre Karriere als Skeletonpilotin.